# ویلیام هنری دریک (نقاش)
ویلیام هنری دریک (۴ ژوئن ۱۸۵۶–۱۹۲۶) متولد نیویورک، نقاش و تصویرگر آمریکایی بود که به خاطر تصویرسازی‌هایش از کتاب جنگل اثر رودیارد کیپلینگ شناخته می‌شود.

## زندگی‌نامه
ویلیام دریک در آکادمی جولیان پاریس با ژان جوزف بنجامین کنستان و هانری لوسین دوسه تحصیل کرد.
او که در سال ۱۸۹۴ مهارت‌هایی را در طراحی حیوانات وحشی، به‌ویژه گربه‌های وحشی کسب کرد، مأموریت تصویرسازی کتاب‌هایی از جمله کتاب‌های جنگل توسط کیپلینگ را بر عهده گرفت. در سال ۱۹۰۲ او به عنوان عضو وابسته آکادمی ملی طراحی انتخاب شد. دریک در سال ۱۹۲۰ به کالیفرنیا نقل مکان کرد.